# Viola lovelliana
Viola lovelliana är en violväxtart som beskrevs av Ezra Brainerd. Viola lovelliana ingår i släktet violer, och familjen violväxter. Inga underarter finns listade i Catalogue of Life.